# Цагери
Цагери (груз. ცაგერი) је град у Грузији у регији Рача-Лечхуми и Доња Сванетија. Према из 2014. у граду је живело 1.320 становника.

## Становништво
Према процени, у граду је 2014. живело 1.320 становника.
| 1989. | 2002. | 2014. |
| ----- | ----- | ----- |
| 1.359 | 1.913 | 1.320 |